# Dundee United Football Club 2009-2010
Questa voce raccoglie le informazioni riguardanti il Dundee United Football Club nelle competizioni ufficiali della stagione 2009-2010.

## Stagione
- In Scottish Premier League il Dundee United si classifica al 3º posto (63 punti), dietro a Rangers e Celtic, qualificandosi per l'Europa League.
- In Scottish Cup batte in finale il Ross County (3-0) e vince per la seconda volta la coppa.
- In Scottish League Cup viene eliminato ai quarti di finale dal St. Johnstone (2-1).

## Maglie e sponsor
| Casa | Trasferta |

## Rosa
| N. |                        | Ruolo | Calciatore              |
| -- | ---------------------- | ----- | ----------------------- |
| 1  | Slovacchia (bandiera)  | P     | Dušan Perniš            |
| 2  | Irlanda (bandiera)     | D     | Sean Dillon             |
| 3  | Scozia (bandiera)      | D     | Andy Webster            |
| 4  | Scozia (bandiera)      | D     | Lee Wilkie (capitano)   |
| 5  | Scozia (bandiera)      | D     | Darren Dods             |
| 6  | Scozia (bandiera)      | C     | Craig Conway            |
| 7  | Inghilterra (bandiera) | A     | Jennison Myrie-Williams |
| 8  | Scozia (bandiera)      | D     | Scott Robertson         |
| 9  | Irlanda (bandiera)     | A     | Jon Daly                |
| 10 | Inghilterra (bandiera) | A     | Daniel Cadamarteri      |
| 11 | Spagna (bandiera)      | A     | Francisco Sandaza       |
| 12 | Scozia (bandiera)      | C     | David Robertson         |
| 13 | Inghilterra (bandiera) | P     | Steve Banks             |
| 14 | Scozia (bandiera)      | C     | Danny Swanson           |
| 15 | Ghana (bandiera)       | C     | Prince Buaben           |
| 16 | Senegal (bandiera)     | C     | Morgaro Gomis           |

| N. |                      | Ruolo | Calciatore         |
| -- | -------------------- | ----- | ------------------ |
| 17 | Lettonia (bandiera)  | D     | Pāvels Mihadjuks   |
| 18 | Scozia (bandiera)    | D     | Garry Kenneth      |
| 19 | Svizzera (bandiera)  | D     | Mihael Kovačević   |
| 20 | Germania (bandiera)  | A     | Andis Shala        |
| 21 | Argentina (bandiera) | A     | Damián Casalinuovo |
| 22 | Scozia (bandiera)    | A     | Kevin Smith        |
| 23 | Scozia (bandiera)    | D     | Paul Dixon         |
| 24 | Scozia (bandiera)    | C     | Greg Cameron       |
| 25 | Scozia (bandiera)    | A     | David Goodwillie   |
| 26 | Scozia (bandiera)    | C     | Ryan McCord        |
| 27 | Scozia (bandiera)    | D     | Keith Watson       |
| 28 | Scozia (bandiera)    | C     | Marco Andreoni     |
| 29 | Scozia (bandiera)    | A     | Johnny Russell     |
| 30 | Scozia (bandiera)    | P     | Derek Dormick      |
| 31 | Scozia (bandiera)    | P     | Conor Grant        |
| 36 | Scozia (bandiera)    | C     | Ross McCord        |